# 멸
멸(滅)의 일반 사전적인 뜻은 '(불이) 꺼지다, (불을) 끄다, 멸망하다, 없어지다, 죽다, 다하다' 등인데, 불교 용어로서의 멸(滅)에는 다음과 같은 뜻이 있다.
- 적멸(寂滅, 산스크리트어: vyupaśama, 팔리어: vūpasama)
- 멸제(滅諦, 산스크리트어: nirodha-satya, 팔리어: nirodha-sacca)
- 택멸(擇滅, 산스크리트어: pratisajkhyā-nirodha, 팔리어: patisavkhā-nirodha)
- 4제 16행상(四諦 十六行相: 4성제를 관찰하는 16종의 관법 또는 관행)의 하나
- 율(律, 산스크리트어: vinaya 비나야)
- 멸진(滅盡, 산스크리트어: anityatā)
- 유위4상(有爲四相, 산스크리트어: catvāri lakṣaṇāni)의 하나

## 적멸
멸(滅)은 적멸(寂滅, 산스크리트어: vyupaśama, 팔리어: vūpasama)의 줄임말로, 열반(涅槃)을 뜻한다. 또는 열반의 원어인 산스크리트어 니르바나(nirvāṇa) 또는 팔리어 니빠나(nibbāna)의 의역어들 중 하나이다. 예를 들어, 생사윤회의 원인인 번뇌를 벗어나 적정(寂靜)의 무위의 상태 즉 열반에 들어가는 것을 입멸(入滅)이라고 한다. 특히 고타마 붓다의 최후의 입멸, 즉 육신의 죽음과 함께 반열반(般涅槃)으로 들어간 것 즉 불생불멸의 법신(法身)의 상태로 들어간 것을 불멸(佛滅)이라고 한다.

## 멸제
멸(滅, 산스크리트어: nirodha)은 4성제(四聖諦) 가운데 하나인 멸제(滅諦, 산스크리트어: nirodha-satya, 팔리어: nirodha-sacca)의 줄임말이다. 멸의 원어인 산스크리트어 혹은 팔리어 니로다(nirodha)는 니루다(尼樓陀)라고도 음역한다.

## 택멸
멸(滅, 산스크리트어: nirodha)은 모든 온이 다했기[諸蘊盡] 때문에 물(物: 물질적인 것) · 심(心: 정신적인 것)의 속박이 없는 상태를 뜻하는데, 택멸(擇滅, 산스크리트어: pratisajkhyā-nirodha, 팔리어: patisavkhā-nirodha) 즉 열반(涅槃)을 가리키는 말이다.

## 4제 16행상의 하나
멸(滅, 산스크리트어: nirodha)은 불교의 수행법 중 하나인 4제 16행상(四諦 十六行相: 4성제를 관찰하는 16종의 관법 또는 관행) 가운데 하나로, 4성제 중 멸제에 대한 4가지 관찰[觀法 또는 觀行]인 멸(滅) · 정(靜) · 묘(妙) · 리(離) 가운데 멸(滅)을 말한다. 이것은 '택멸 즉 열반이란 모든 온이 다한 것[諸蘊盡]이므로 물(物: 물질적인 것) · 심(心: 정신적인 것)의 속박이 없는 진리라고 관찰하는 것'을 말한다. 즉, 이러한 수행[行相]을 멸(滅)이라고 한다.

## 율·비나야
멸(滅)은 계(戒), 율(律) 또는 율장(律藏)을 뜻하는 산스크리트어 비나야(산스크리트어: vinaya, 毘奈耶)의 의역어들 중 하나이다. 멸의 원어인 비나야는 비니(毘尼)라고도 음역한다. 비구 · 비구니가 계율에 의거하여 모든 악업(惡業)을 조복(調伏: 제어하여 항복받음)하고 소멸시킨다는 뜻에서 계율 또는 율장을 멸이라고 한다.

## 멸진
멸(滅)은 멸진(滅盡, 산스크리트어: anityatā) 즉 다하여 없어짐 또는 다하여 사라짐을 뜻한다. 예를 들어, 번뇌가 모두 멸진된 상태가 열반이고, 멸진정(滅盡定, 산스크리트어: nirodha-samāpatti)은 마음과 마음작용이 멸진되어 고요해진 상태이다(진여의 무분별지가 사라지는 것은 아니다).

## 유위4상의 하나
멸(滅)은 생(生) · 주(住) · 이(異) · 멸(滅) 또는 생(生) · 주(住) · 노(老) · 무상(無常)의 유위4상(有爲四相) 가운데 하나인 멸(滅, 산스크리트어: anityatā) 또는 무상(無常, 산스크리트어: anityatā)을 뜻한다. 이 경우 멸상(滅相)이라고도 한다. 찰나상속(剎那相續)에 대해 적용되는 경우 멸 또는 멸상은 찰나멸(刹那滅)을 뜻한다. 즉 찰나마다 유위법이 과거로 낙사(落謝)하여 현재에서 사라지는 것을 뜻한다. 1기상속(一期相續)에 대해 적용되는 경우 멸 또는 멸상은 유정이 수명을 다하는 것 즉 죽음을 뜻한다. 유위4상(有爲四相)은 모두 설일체유부의 5위 75법과 유식유가행파와 법상종의 5위 100법의 법체계에서 심불상응행법에 속한다.

## 참고 문헌
- 고려대장경연구소. 《고려대장경 전자 불교용어사전》. 고려대장경 지식베이스 / (사)장경도량 고려대장경연구소. |title=에 외부 링크가 있음 (도움말)
- 곽철환 (2003). 《시공 불교사전》. 시공사 / 네이버 지식백과. |title=에 외부 링크가 있음 (도움말)
- 운허.  동국역경원 편집, 편집. 《불교 사전》. |title=에 외부 링크가 있음 (도움말)
- (중국어) 星雲. 《佛光大辭典(불광대사전)》 3판. |title=에 외부 링크가 있음 (도움말)